# Lesenepole
Lesenepole, também conhecida como Matolwane, é uma vila localizada no Distrito Central em Botswana. Possuía, em 2011, uma população estimada de 3 048 habitantes.